# Zitlaltépec de Trinidad Sánchez Santos
Zitlaltépec de Trinidad Sánchez Santos ou simplement Zitlaltépec est une municipalité de l'état de Tlaxcala dans le sud-est du Mexique.